# Inform (Unternehmen)
INFORM GmbH ist ein Softwareunternehmen mit Sitz in Aachen, Nordrhein-Westfalen. Das Unternehmen beschäftigt knapp 1000 Mitarbeiter aus 40 Nationen und erwirtschaftet einen Jahresumsatz von rund 115 Millionen Euro (2022).
Das Unternehmen wurde 1969 von Hans-Jürgen Zimmermann gegründet. 
Der Tätigkeitsschwerpunkt liegt in der Entwicklung von Softwaresystemen für intelligente Optimierung von Geschäftsprozessen auf Basis von Operations Research und Künstlicher Intelligenz. Die Systeme kommen bei mehr als 1.000 Kunden weltweit bei Unternehmen aus Industrie, Handel, Flughäfen, Häfen, Logistik, Banken und Versicherungen zum Einsatz, darunter Fluglinien wie Lufthansa und Delta Airlines, Groß-Werften, internationale Banken, Automobilhersteller wie BMW, die Drogeriekette Rossmann oder Schokoladenhersteller Lindt. Die Systeme von INFORM optimieren in diesen Branchen Prozesse wie Absatzplanung, Produktionsplanung, Personaleinsatzplanung, Logistik und Transport, Lagerbestände, Supply-Chain-Management, Betrugsabwehr bei Versicherungen und im Zahlungsverkehr.